# Guillaume Vogels
Pour les articles homonymes, voir Vogels.
Guillaume Vogels, né le 9 juin 1836 à Bruxelles et mort le 9 janvier 1896  à Ixelles, est un peintre belge aquarelliste de paysages et de natures mortes.

## Biographie
Issu d'un milieu ouvrier, il est formé à l'Académie royale des beaux-arts de Bruxelles, où il suit les cours de dessin de 1850 à 1853.
Guillaume Vogels mène sa carrière d'artiste parallèlement à sa profession de peintre en bâtiment et décorateur, à la tête de son entreprise Peinture et décoration à Bruxelles. Ses premières œuvres vers 1854, sont des paysages et des études de fleurs imprégnés de l'esprit académique qu'il expose ensuite avec des peintres amateurs au sein de petits cercles artistiques.
Vers 1865, il fréquente l'atelier des frères H. et L. Bellis dont l'influence est surtout perceptible dans les natures mortes, par le choix des sujets et par la composition.
À partir de 1872, son œuvre prend une nouvelle orientation. Il est influencé par le courant réaliste représenté par Louis Artan de Saint-Martin, Théodore Baron et Hippolyte Boulenger et se dégage du romantisme pittoresque de ses premières œuvres pour adopter une approche nettement plus naturaliste.
En 1873 il se lie d'amitié avec le peintre grec Périclès Pantazis, avec qui il fait un long séjour à Anseremme pour peindre sur le motif en compagnie de la plupart des maîtres de la Société libre des Beaux-Arts. En 1874 il engage 
Pantazis dans son entreprise Peinture et Décoration et sous son influence, il adopte une plus grande richesse des tons et ses compositions deviennent plus spontanées. Durant cette même année, il participe pour la première fois aux expositions triennales de Gand et de Namur. L'année suivante, il présente trois tableaux au salon de Bruxelles. À partir de ce moment, son évolution est spectaculaire. Sa palette est plus lumineuse, il se détache de l'esthétique naturaliste et adopte une plus grande liberté d'exécution.
En 1876 les toiles qu'il envoie au salon d'Anvers (Bruyère à Calmthout, coll. priv.) et au cercle artistique et littéraire de Bruxelles (Le canal de Willebroeck, coll. priv.) comportent des innovations audacieuses, non seulement technique avec l'application de la matière au couteau, mais aussi dans l'organisation des formes, des couleurs et de l'espace. Cependant la modernité de son message plastique reste longtemps incomprise du public et de la critique.

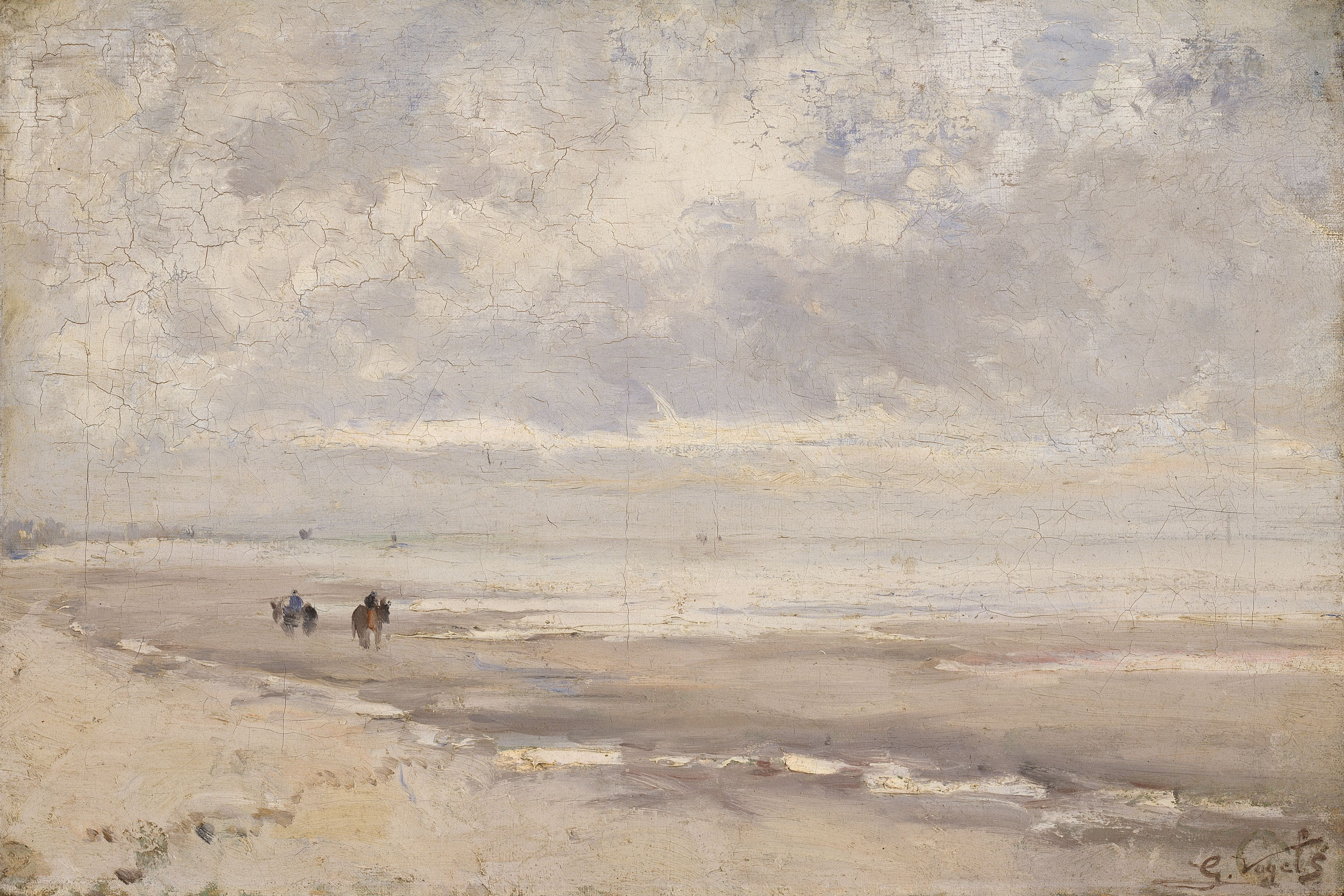
Vue de plage, 1878
Musée des beaux-arts de Gand

En 1881 il montre une œuvre à la dernière exposition de la Chrysalide (L'effet de lune, coll. priv.). Cette exposition marque également le début de la carrière de James Ensor qui sera influencé par la touche et la gamme chromatique de Vogels. 
En 1883, il participe à la première exposition du Cercle des Aquarellistes et des Aquafortistes et, l'année suivante, à la fondation du groupe artistique bruxellois d'avant-garde Les Vingt et participe à plusieurs expositions du groupe. Il sera également membre de La Libre Esthétique.

## Œuvre
Il cherche son inspiration au sein des paysages, des marines, des natures mortes et des vues de ville, bien plus passionné par le rendu atmosphérique que par celui d’une réalité statique ou anecdotique. Il se révèle un coloriste exceptionnel, un des premiers en Belgique à mélanger directement sa couleur sur la toile.

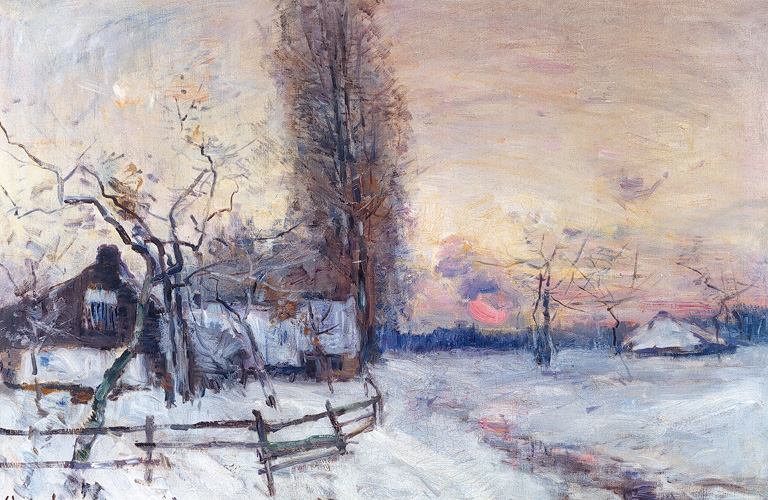
Coucher de soleil sur la neige, 1890
Maison des Arts à Schaerbeek

Il brise les limites étroites du naturalisme belge et préfigure les conquêtes plastiques de l'expressionnisme et du fauvisme. 
- 1873 environ : Portrait d'Hippolyte Boulenger, au Musée Het Schaakbord, à Tervuren.
- 1877 environ : 
  - L'aurore. Mer du Nord.
  - Charrette dans la neige, collection privée.
- 1878 environ : Vue de plage, huile sur toile, 41 × 61 cm, Musée des beaux-arts de Gand[2]
- 1880 environ : 
  - L'estacade à Ostende.
  - Les fougères sous la neige.
  - La Sennette à Ruysbroeck, au Musée communal des beaux-arts d'Ixelles.
- 1881 : Pantazis peignant dans la neige, collection privée.
- 1883 : Ixelles, matin pluvieux, aux Musées royaux des beaux-arts de Belgique, à Bruxelles[3].
- 1884 environ : Vue sur l'Escaut
- 1884 : La Rue des chanteurs, Huile sur toile, 83 × 54 cm, Musées royaux des Beaux-Arts,  Bruxelles.
- 1885 : L'étang en hiver, au Musée communal, à Saint-Nicolas.
- 1885 : La Rue Sainte-Catherine[4]
- 1885, La Place d'arme à Ostende, huile sur toile, 82 × 49 cm, Musée des Beaux-Arts d'Anvers[5]
- 1886 : La neige le soir, aux Musées royaux des beaux-arts de Belgique, à Bruxelles
- 1886 : Tempête de neige, huile sur toile, 104 × 154 cm, Musées royaux des Beaux-Arts,  Bruxelles[6]
- 1887 environ : Plage d'Ostende, au Musée communal des beaux-arts d'Ixelles.
- 1890 environ : Coucher de soleil sur la neige, à la Maison des Arts, à Schaerbeek

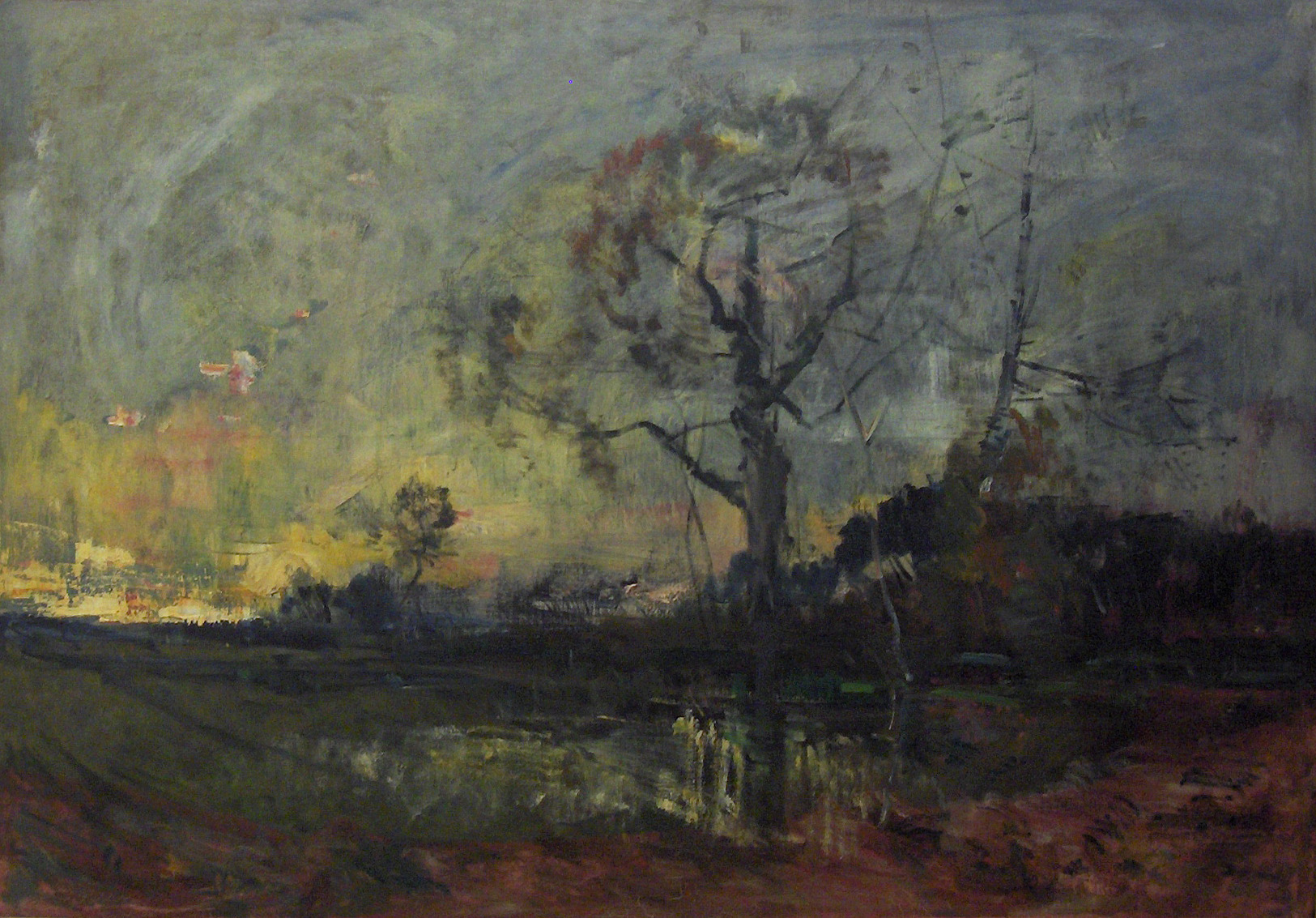
Crépuscule sur la mare, vers 1890
Musées royaux des Beaux-Arts

- 1890 vers : Crépuscule sur la mare, huile sur toile, 102 × 146 cm, Musées royaux des Beaux-Arts[7].
- 1891 environ : 
  - Clair de lune à Coxyde.
  - Hiver à Groenendaal.
- 1894 : Le chenal à Nieuport, marée basse, au Musée communal, à Saint-Nicolas.
- 1895 environ : Canal en Hollande
- 1896 : Paysage d'hiver, Musée des Beaux-Arts de Gand[8]
- Paysage, au Musée Gaspar (collection de l'Institut archéologique du Luxembourg)[9].
- Chemin détrempé, au Musée communal des beaux-arts d'Ixelles.
- Les azalées, au Musée communal, à Saint-Nicolas.
- Les huîtres, au Musée des beaux-arts, à Liège.
- Mon jardin, au Musée royal des beaux-arts, à Anvers.
- Pont sous la neige, collection privée.

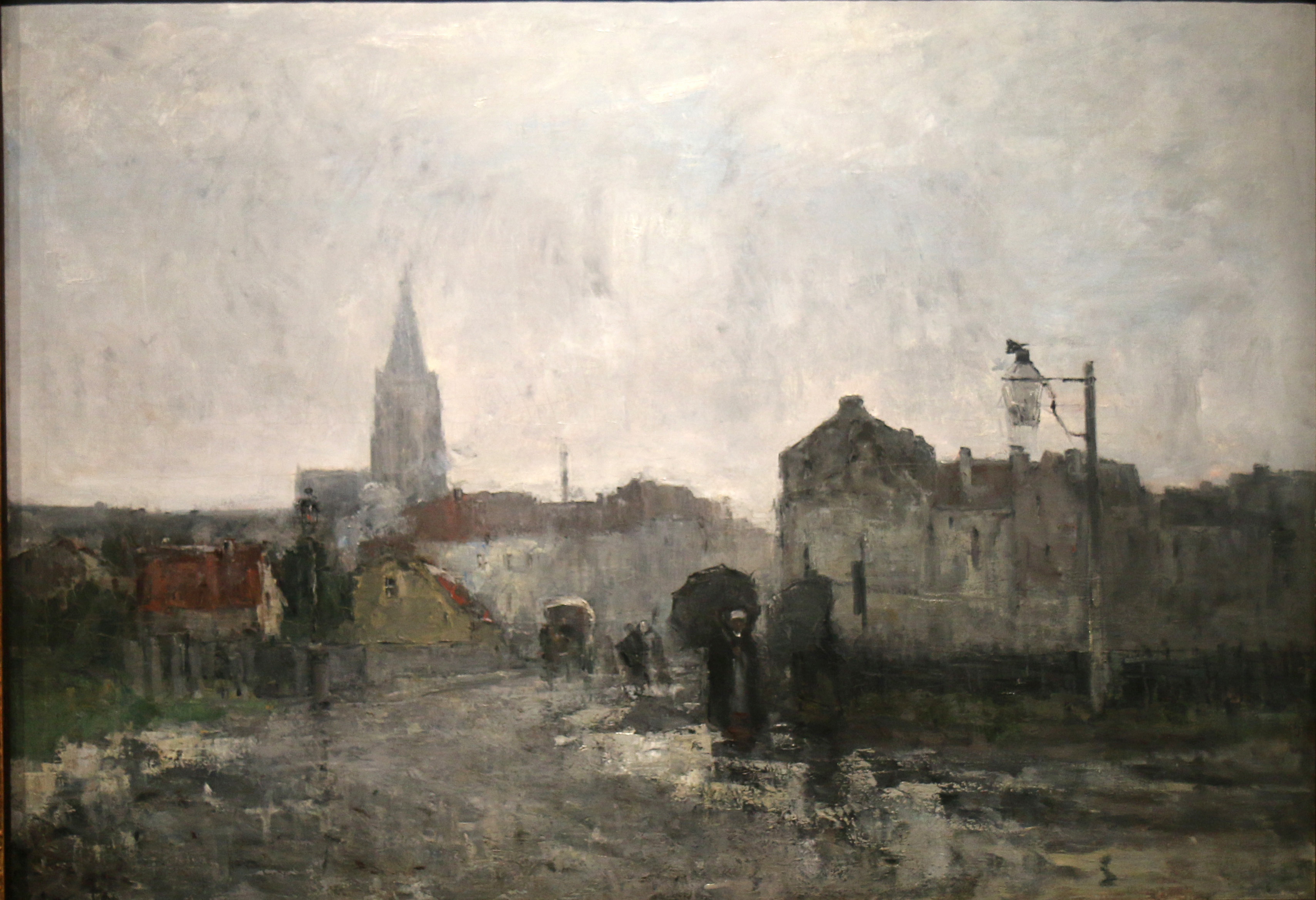
Ixelles, matin pluvieux, Vers 1883 Musées royaux des beaux-arts
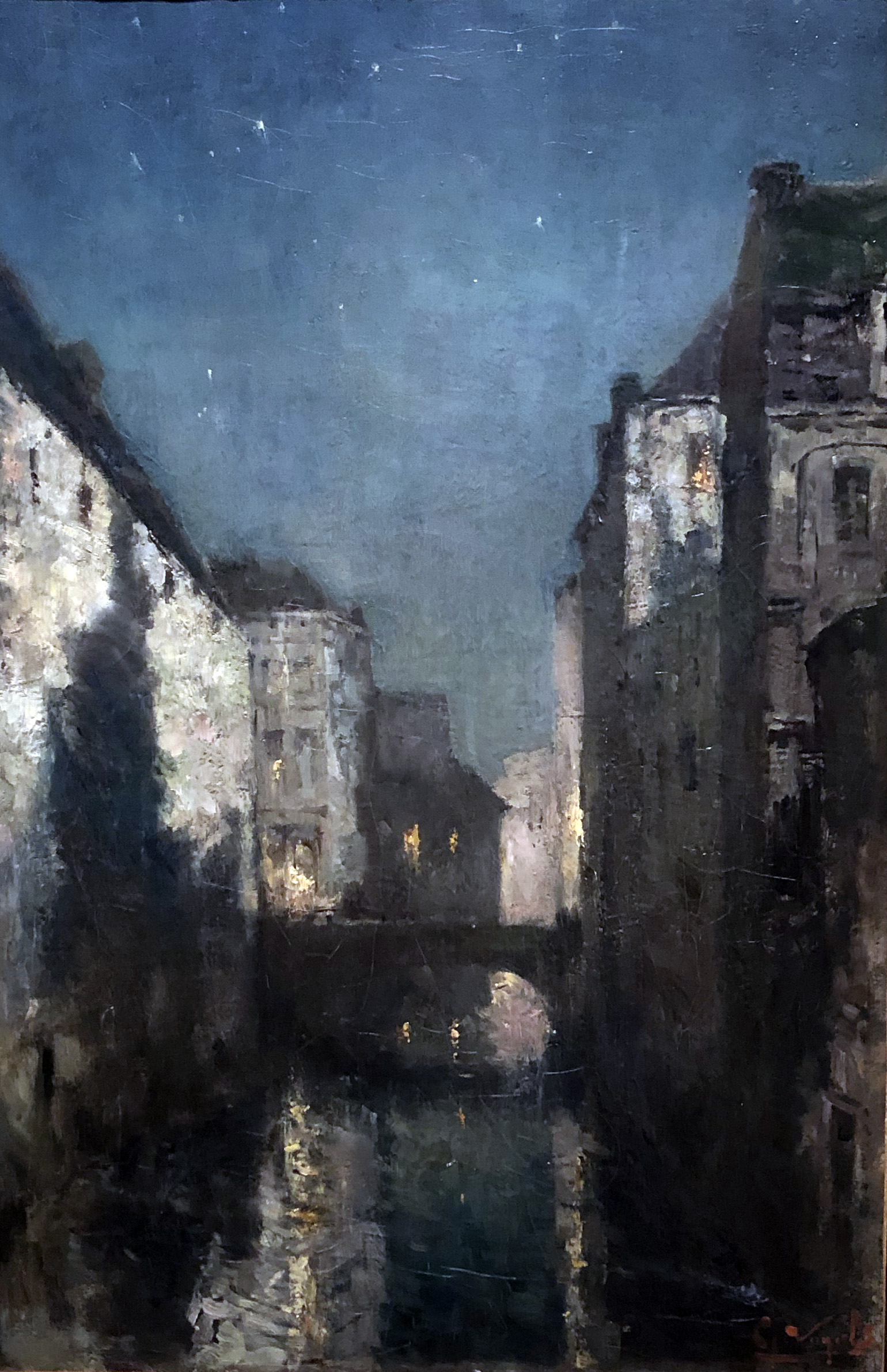
La Rue des chanteurs, 1884 Musées royaux des beaux-arts
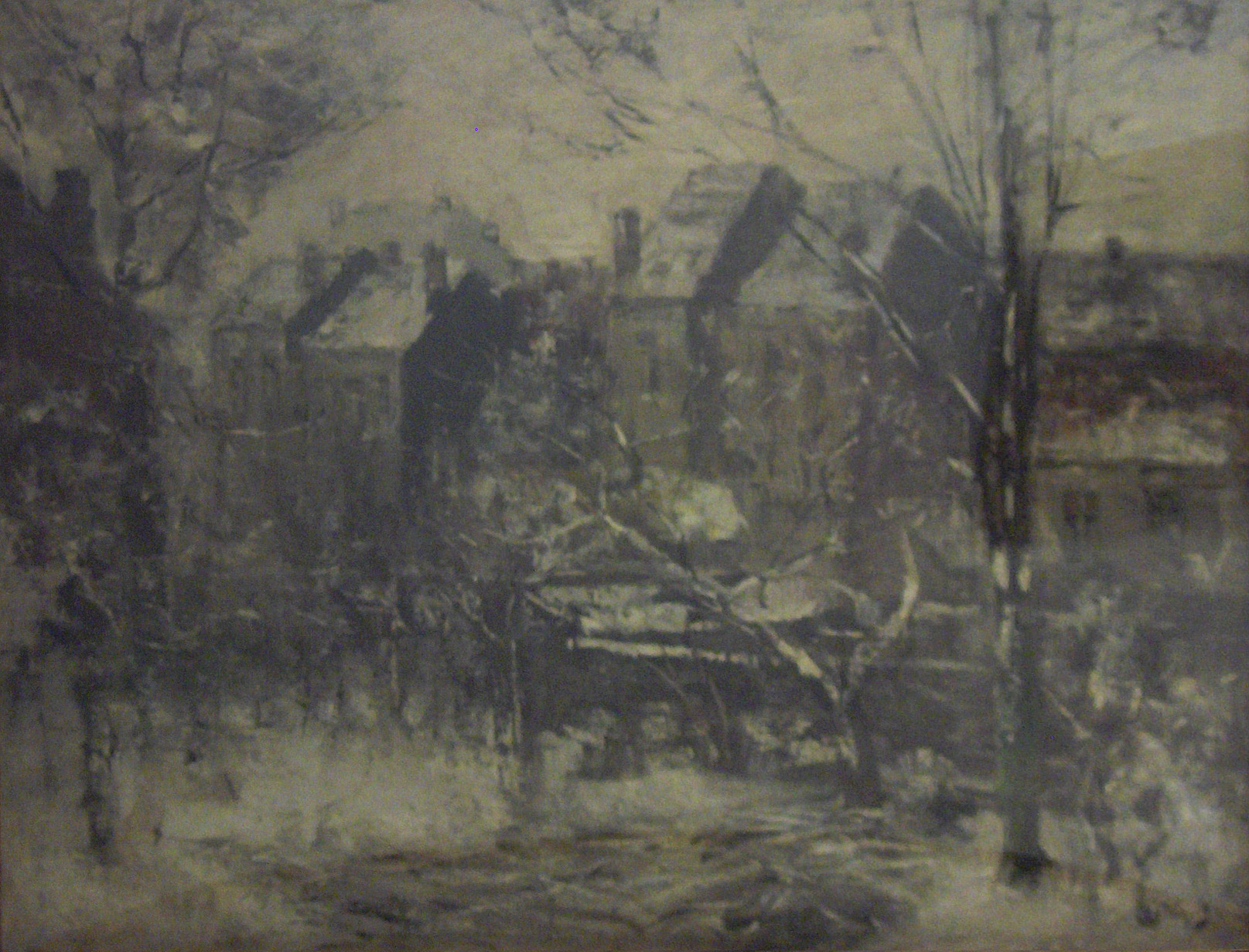
Tempête de neige,1886 Musées royaux des Beaux-Arts
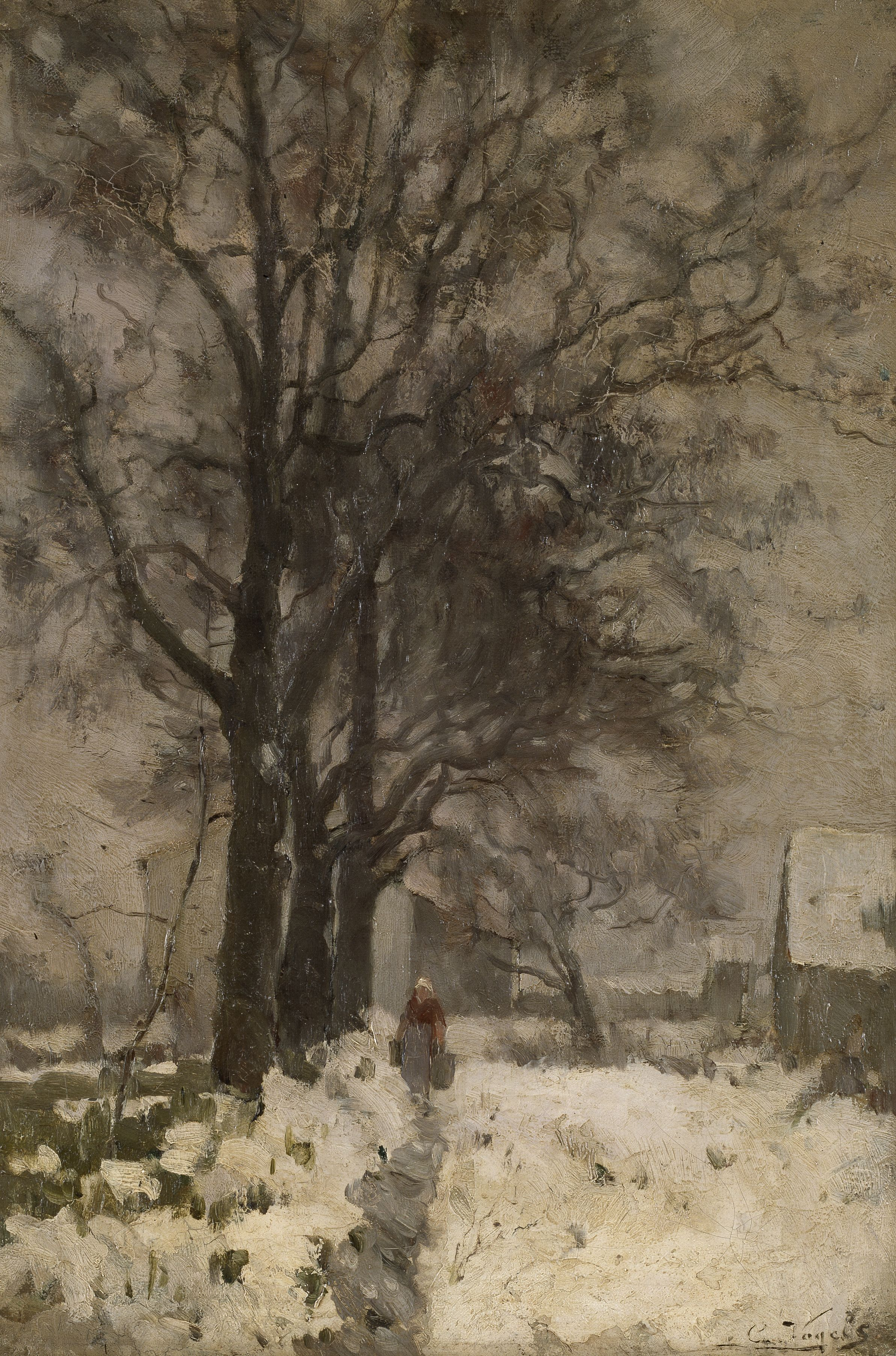
Paysage d'hiver, 1896 Musée des Beaux-Arts de Gand

## Postérité
Une première exposition rétrospective de son œuvre est organisée par le cercle artistique de Bruxelles en 1921. 